# Mycale obscura
Mycale obscura är en svampdjursart som först beskrevs av Carter 1882.  Mycale obscura ingår i släktet Mycale och familjen Mycalidae. Inga underarter finns listade i Catalogue of Life.